# Charles Emerson Beecher

Charles Emerson Beecher

Charles Emerson Beecher (* 9. Oktober 1856 in Dunkirk (New York); † 14. Februar 1904 in New Haven (Connecticut)) war ein US-amerikanischer Paläontologe.
Beecher sammelte schon als Jugendlicher Fossilien in der Gegend von Warren (Pennsylvania), wo er aufwuchs. Er studierte von 1874 bis 1878 an der University of Michigan, dann war er von 1878 bis 1888 Assistent des New Yorker Staatsgeologen James Hall (wie auch Charles Doolittle Walcott) am New Yorker Staatsmuseum. Danach holte ihn Othniel Charles Marsh als Kurator für fossile Wirbellose ans Peabody Museum of Natural History der Yale University, wo er 1891 bei Marsh über Schwämme des Silur (Brachiospongidae) promoviert wurde. Gleichzeitig unterrichtete er ab 1891 an der Sheffield Scientific School (SSS) der Yale-Universität Geologie (als Vertreter des erkrankten James Dwight Dana) und Paläontologie. Er war ein geschickter Präparator und 1892 präparierte er in Zusammenarbeit mit Charles Schuchert fossile Seesterne für die Chicagoer Weltausstellung.  Er wurde Professor 1897 für Historische Geologie (später für Paläontologie) an der SSS und 1899 Kurator der geologischen Sammlung des Peabody Museum als Nachfolger des verstorbenen Marsh. Er verstarb 1904 an einem Herzanfall. Sein Nachfolger am Peabody Museum wurde sein enger Freund Charles Schuchert.
Er war von 1900 bis 1902 Präsident der Connecticut Academy of Science. 1899 wurde er Mitglied der National Academy of Sciences und korrespondierendes Mitglied der Geological Society of London.
Er ist als Trilobiten-Forscher bekannt, der insbesondere in der nach ihm benannten Fundstelle (Beecher´s Trilobite Bed) aus dem Ordovizium in Cleveland’s Glen, Oneida County, New York, ausgrub, mit teilweise guter Weichteil-Konservierung durch Pyritisierung.
Er war in den USA ein führender Vertreter des Neo-Lamarckismus.
1899 übergab er seine eigene äußerst umfangreiche Fossiliensammlung (mit über 100.000 Exemplaren) an das Peabody Museum. Überwiegend stammte sie aus dem Devon und unteren Karbon von Pennsylvania und New York.
Er war seit 1894 verheiratet und hatte zwei Töchter.

## Veröffentlichungen
- Ceratiocaridæ from the upper Devonian measures in Warren County; Pub. by the Board of Commissioners for the Second Geological Survey, 1884 (Online)
- The development of some Silurian Brachiopoda; University of the State of New York, 1889 (Online)
- Outline of natural classification of the Trilobites; 1897
- Othniel Charles Marsh; 1899
- Studies in evolution; C. Scribner, 1901 (Online)